# Hyllinge
Hyllinge är en tätort i Åstorps kommun i Skåne län.

## Historia
Hyllinge i Broby socken hörde före 1889 till Malmöhus län och Luggude härad, men en kommission blev tillsatt att undersöka detta och andra liknande förhållanden i Sverige 1882. Efter kommissionens rekommendation ändrades detta så att Hyllinge kom att tillhöra Kristianstads län och Södra Åsbo härad, där övriga delar av socknen redan fanns. Namnet Broby socken ändrades 1885 till Västra Broby socken.
Hyllinge växte fram 1890-talet runt en kolgruva som började planeras 1896. Gruvan öppnades 1901 och drevs av Hyllinge Stenkols och Lerindustri AB, men såldes 1911 till Höganäs-Billesholms AB och producerade år 1920 61 000 ton stenkol. I början av 1900-talet hade gruvan en storhetstid med runt 500 anställda. Då fanns en järnväg till Bjuv för att transportera kolet. Att jobba i gruvan var ett tufft jobb. Man låg på förskrämnings-län och hackade ut kol med kolhackor, eller använde spiralborrar för att göra hål till dynamit som man sprängde med. Gruvan var mycket liten med endast 1,4 meter från golv till tak och hade dålig, oren luft som ofta ledde till problem för arbetare. Däremot så fick de som jobbade i gruvan god lön, bra hus och pension. Det fanns också ett tegelbruk på orten som lades ner 1978.  .
År 1918 upptäcktes de första svenska fallen av spanska sjukan här.
Från 1951 fanns under ett antal år en speedwaybana i Hyllinge genom föreningen Hyllinge Motorsällskap, HMS. HMS flyttade senare sin verksamhet till Knutstorp.

### Befolkningsutveckling
| Befolkningsutvecklingen i Hyllinge 1960–2020 | Befolkningsutvecklingen i Hyllinge 1960–2020 | Befolkningsutvecklingen i Hyllinge 1960–2020 | Befolkningsutvecklingen i Hyllinge 1960–2020 | Befolkningsutvecklingen i Hyllinge 1960–2020 |
| -------------------------------------------- | -------------------------------------------- | -------------------------------------------- | -------------------------------------------- | -------------------------------------------- |
|                                              |                                              |                                              |                                              |                                              |
| År                                           |                                              |                                              | Folkmängd                                    | Areal (ha)                                   |
| 1960                                         | 1960                                         |                                              | 789                                          |                                              |
| 1965                                         | 1965                                         |                                              | 868                                          |                                              |
| 1970                                         | 1970                                         |                                              | 830                                          |                                              |
| 1975                                         | 1975                                         |                                              | 1 140                                        |                                              |
| 1980                                         | 1980                                         |                                              | 1 919                                        |                                              |
| 1990                                         | 1990                                         |                                              | 1 910                                        | 128                                          |
| 1995                                         | 1995                                         |                                              | 1 938                                        | 130                                          |
| 2000                                         | 2000                                         |                                              | 1 970                                        | 131                                          |
| 2005                                         | 2005                                         |                                              | 2 002                                        | 160                                          |
| 2010                                         | 2010                                         |                                              | 2 204                                        | 162                                          |
| 2015                                         | 2015                                         |                                              | 2 287                                        | 171                                          |
| 2020                                         | 2020                                         |                                              | 2 421                                        | 181                                          |
|                                              |                                              |                                              |                                              |                                              |

## Samhället

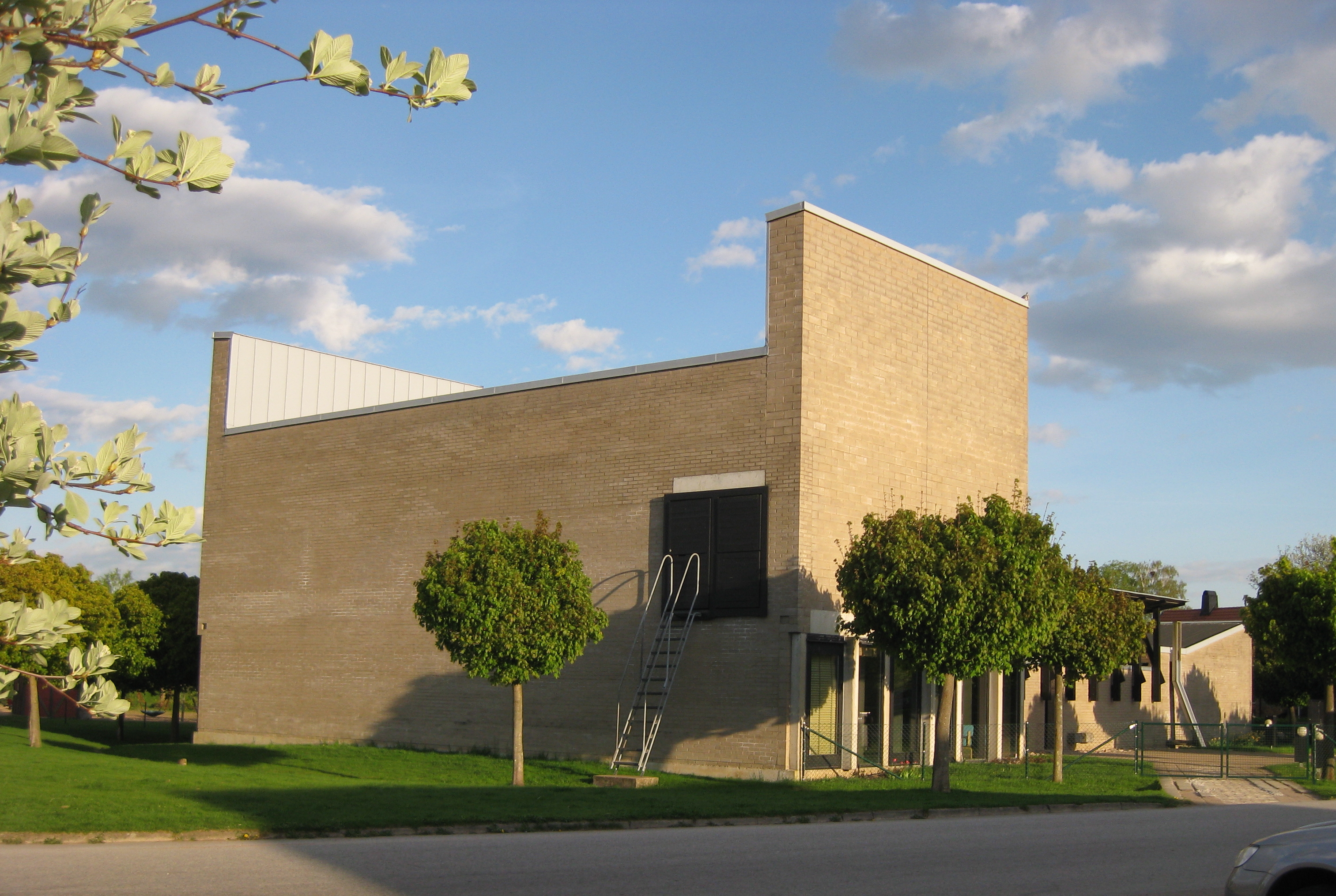
Hyllinge småkyrka.

Efter gruvans nedläggning var Hyllinge länge en liten by, men under slutet av 1970-talet började byn växa och det byggdes småhus i västra delen.
1981 invigdes Hyllinge småkyrka.
Det finns en grundskola (årskurserna F-9) med cirka 380 elever, Hyllinge skola.
Det fanns tidigare ett köpcentrum, Familia Köpcentrum, som var tänkt att ta upp konkurrensen med Väla. Det sammanband stormarknaderna ICA Maxi och City Gross, omfattade 20 000 m² och hade 55 fackbutiker. Från 2017 genomgick Familia en omstrukturering och antalet butiker blev betydligt reducerats för att sedan stänga helt.  På Hyllinge handelsområde finns redan ett möbelvaruhus, en byggmarknad och en snabbmatsrestaurang. Möbelvaruhuset är avvecklat och i en del av lokalerna finns två handelsföretag och en restaurang.
Fastighetsbolaget Balder inhandlade i maj 2010 fastigheter för 268 miljoner kronor i orten.
Det finns även en damm vid sidan av City Gross som man kan bada och fiska i. Det finns gott om fisk och mot en mindre summa pengar får man lov att fiska. I området runt dammen ligger en skog och en golfbana. I skogen finns det en "slinga" på två kilometer. Golfbanan tillhör Lydinge GK.

## Industri
Det har tidigare funnits ett glasbruk på orten.
Företaget Ecophon är till viss del inrymt i det f.d. glasbrukets lokaler. Ecophon tillverkar akustikprodukter och är ett dotterbolag till Isover AB i Billesholm.

## Kommunikationer
Hyllinge ligger vid E4:an, cirka 13 kilometer från Helsingborg och cirka sju kilometer från kommunens centralort Åstorp. Länsväg 110 går mot Bjuv och länsväg 107 mot Ängelholm. Bussförbindelserna är goda, med tre linjer (Skånetrafiken) som förbinder Hyllinge med Helsingborg: Linje 520 (Klippan/Åstorp ←→ Helsingborg), linje 10 (Helsingborg ←→ Markaryd/Örkelljunga) och linje 230 (Helsingborg ←→ Billesholm ←→ Teckomatorp).

## Idrott
- Fotboll/gymnastik: Hyllinge GIF
- Tennis: Hyllinge TK